# Labor omnia vincit

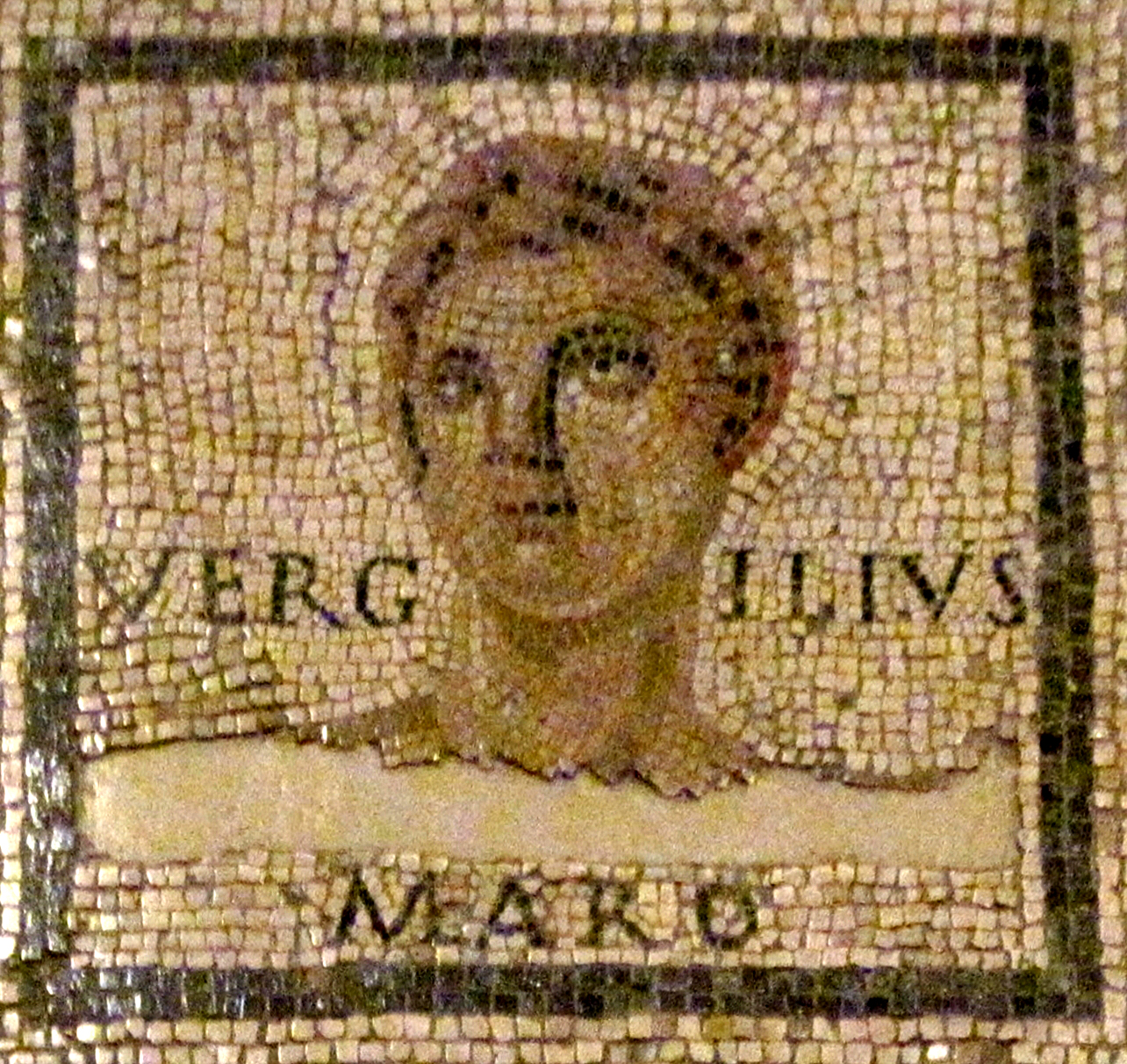
Representação de Virgilio (Monnus-Mosaic, Rheinisches Landesmuseum Treviri)

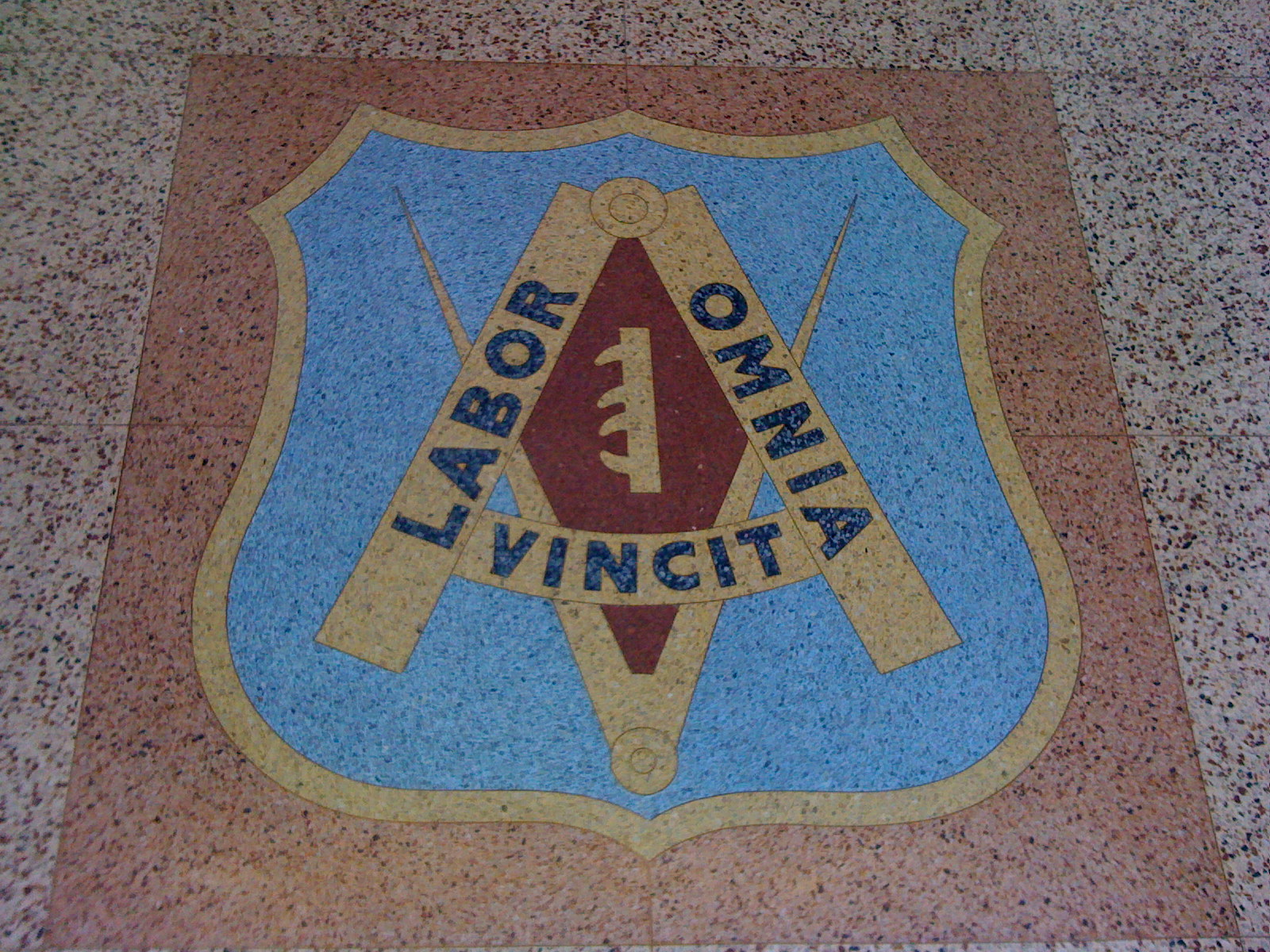
Labor omnia vincit - Emblema da "United Brotherhood of Carpenters and Joiners of America"

Labor omnia vincit é uma frase latina cujo significado literal é 'o trabalho vence tudo". Numa interpretação mais livre, a frase pode significar "com esforço, pode-se conseguir qualquer coisa" ou "o trabalho árduo compensa". 
A frase aparece nas Geórgicas de Virgílio (I, 145-146), na forma Labor omnia vicit improbus, et duris urgens in rebus egestas  : 'toda  dificuldade é vencida pelo trabalho árduo e pela pressão da urgente necessidade'.
Labor omnia vincit é também o moto do estado de Oklahoma, nos Estados Unidos, da cidade de Évry, na França, e dos municípios brasileiros de Birigui, Ferraz de Vasconcelos e Presidente Prudente, todos localizados no estado de São Paulo; o também município paulista de Altinópolis utiliza a versão completa Labor omnia vincit improbus.
O Jornal do Commercio, da cidade de Manaus, também adota a frase em seu logotipo.